# Vertrag von Payne’s Landing
Der Vertrag von Payne’s Landing ist ein im Jahr 1832 verhandelter und 1834 ratifizierter Landabtretungsvertrag zwischen den Anführern der indianischen Nation der Seminolen und der Regierung der Vereinigten Staaten von Amerika. Die Verhandlungen fanden in Payne’s Landing, am Ufer des Ocklewaha River in Florida, statt und wurden auf indianischer Seite durch Jumper, Fuck-a-lus-ti-had-jo, Charley Emartla, Coi-had-jo, Holati Emartla Ya-hadjo, Ar-pi-uck-i (Sam Jones), Hola-at-a-Mico (Billy Bowlegs) sowie ihrem Indianeragenten Major Phagan und Übersetzer Abraham geführt. Die Interessen der amerikanischen Regierung vertrat James Gadsden. Die Ablehnung des Vertrags, der die Umsiedlung der Seminolen in den Westen regeln sollte, gipfelte im  Zweiten Seminolenkrieg und der Deportation der Indianer, die als Pfad der Tränen bezeichnet wird.

## Vorgeschichte

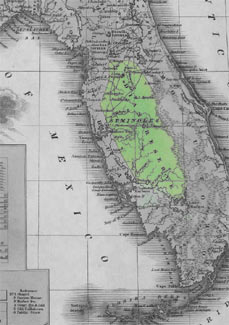
Reservat der Seminolen im Zentrum Floridas (grün eingefärbt). Karte aus dem Jahr 1831.

Die heterogene Gruppe der Seminolen lebte nach der Abtretung Spanisch-Floridas durch den Adams-Onís-Vertrag an die Vereinigten Staaten ab 1823 in einem Reservat im Zentrum Floridas. Sie setzten sich neben älteren Stämmen der Region wie den Apalachicola oder den Timucua auch aus verschiedenen Familienclans und Flüchtlingen der Muskogee zusammen. Ein großer Teil der Nation bestand aus afroamerikanischen oder gemischtrassigen Sklaven, beziehungsweise freigelassenen oder geflohenen ehemaligen Sklaven aus dem Norden. Das sumpfige Inland Floridas war nicht dazu geeignet, die in dem Reservat lebenden Menschen zu ernähren, weswegen diese vor allem im Norden ihres Siedlungsgebietes jagten und Vorräte beschafften. Die dort lebenden Kolonisten betrachteten die eindringenden Seminolen mit großem Misstrauen. Das lag besonders an der engen Verbindung zwischen den Indianern und den bei ihnen lebenden Afroamerikanern. Obwohl von Seiten der weißen Siedler keinerlei wirtschaftliches Interesse an dem Reservatsgebiet bestand, drängten diese um 1830 und insbesondere nach Erlass des Indian Removal Act („Indianerumsiedlungsgesetz“) auf eine Umsiedlung der Seminolen. Hinzu kamen Hunger, Missernten und die fehlende wirtschaftliche Perspektive, die schließlich die Führung der Seminolen überzeugte, Vertragsverhandlungen mit der Regierung aufzunehmen.

## Vertrag von Payne’s Landing
Im Frühjahr 1832 wurden die Seminolen zu Vertragsverhandlungen nach Payne’s Landing gebeten. Die Verhandlungen wurden weitgehend unter Ausschluss der Öffentlichkeit, wenn nicht sogar geheim durchgeführt. Weder wurden Protokolle geführt noch Einzelheiten der Verhandlungen veröffentlicht. Diese Geheimhaltung und mangelnde Transparenz führte später zu Problemen mit der Akzeptanz des Vertrages unter den Seminolen.
Nach dem Willen der Vereinigten Staaten sollten die Seminolen ins Indianer-Territorium umgesiedelt werden. Dort sollten sie sich den Muskogee anschließen und alle entlaufenen Sklaven ihren Besitzern zurückgeben. Diese Vertragsbedingungen waren für viele Seminolen aus verschiedenen Gründen inakzeptabel. So hatten sie beispielsweise gehört, dass das Klima im Westen deutlich rauer sei als in Florida. Sie verstanden sich nicht als Teil der Muskogee und waren trotz einiger verwandtschaftlicher Beziehungen und einer teilweise gemeinsamen Geschichte nicht an einer Vereinigung interessiert. Ein weiterer wichtiger Grund den Vertrag abzulehnen waren die afroamerikanischen Einflüsse innerhalb der Seminolen. Die gut in die indianische Gesellschaft integrierten ehemaligen beziehungsweise entlaufenen Sklaven aus dem Norden bildeten einen wichtigen Teil des Volkes. Diese sogenannten Schwarzen Seminolen hatten politischen Einfluss auf die Entscheidungen der Nation. Sie fürchteten die Rückkehr in weiße Sklaverei unter deutlich schlechteren Bedingungen als bei den Seminolen. 
Der Vertrag wurde trotz dieser Bedenken unterschrieben. Als Voraussetzung zur Ratifizierung wurde festgelegt, dass im Indianer-Territorium geeignete Gebiete für die Seminolen gefunden werden konnten. Um solche Gebiete zu finden, reiste im Oktober 1832 eine Delegation von sieben Häuptlingen der Seminolen in den Westen. Nach Beendigung der Expedition im Frühjahr 1833 wurden die sieben Teilnehmer der Reise noch im Indianer-Territorium zur Unterschrift des Vertrages von Fort Gibson gezwungen. Dieser bestätigte, dass die Seminolen geeignetes Land im Westen gefunden hatten. Die Häuptlinge sagten nach ihrer Rückkehr nach Florida, sie seien zu der Unterschrift gezwungen worden und hätten nicht die Erlaubnis oder das Recht, eine solche Entscheidung für die Seminolen in ihrer Gesamtheit zu treffen. Dennoch ermöglichte deren Unterschrift dem Kongress die Ratifizierung des Vertrages von Payne’s Landing im April 1834. Dies geschah ohne weitere Information und Anhörung der Seminolen in Florida. Der Vertrag gab den Seminolen drei Jahre Zeit, ihre Gebiete zu räumen und in den Westen zu ziehen, allerdings lief die Frist zur Räumung nach der Interpretation der Regierung bereits ab 1832. Die Umsiedlung wurde deswegen für das Jahr 1835 erwartet.

## Widerstand gegen die Umsiedlung

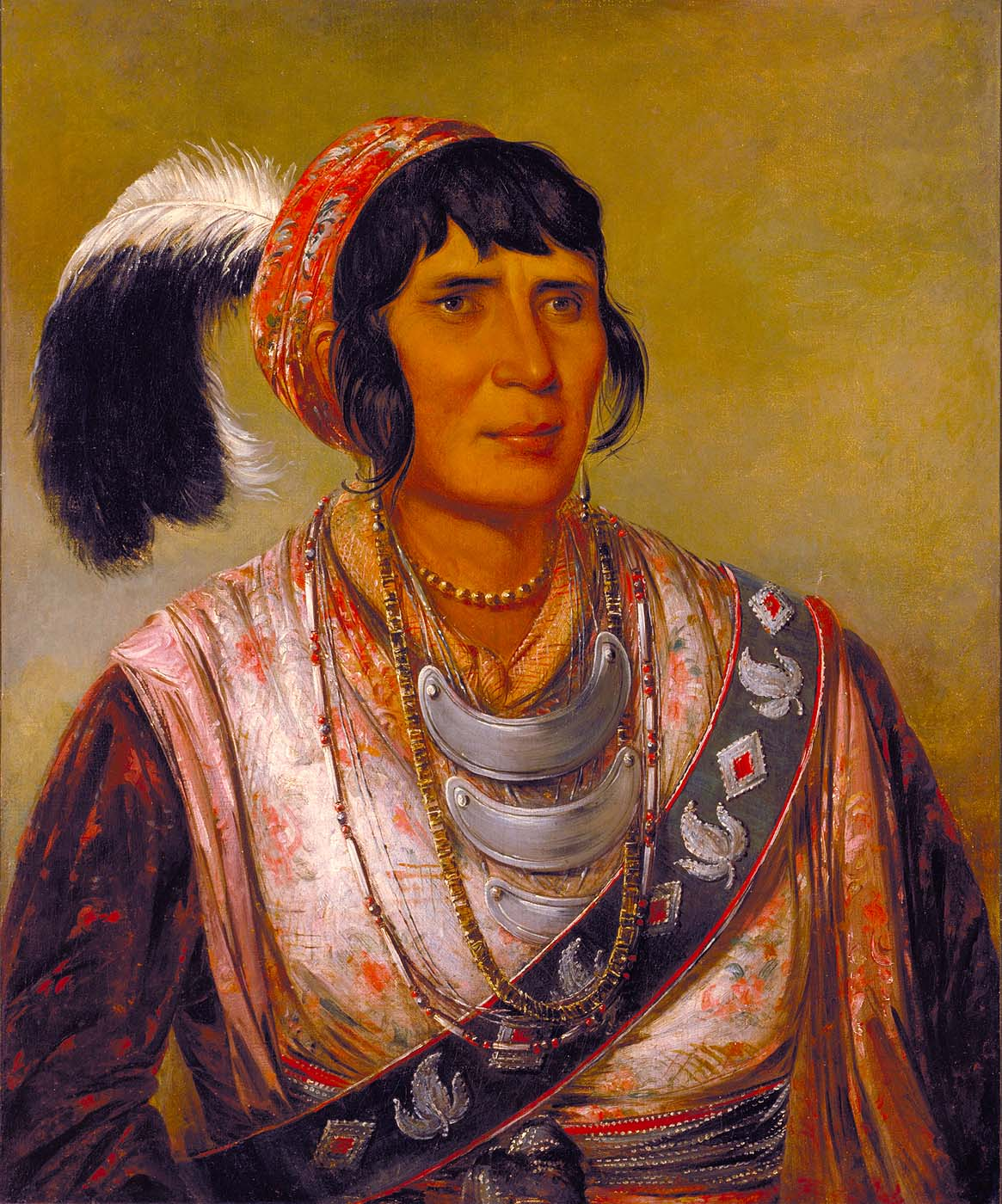
Osceola, Anführer der Seminolen, während des Zweiten Seminolenkrieges. Porträtiert von George Caitlin, 1838.

Der 1834 berufene Indianeragent Wiley Thompson sollte die Umsiedlung durchführen. Er berief eine Versammlung der Seminolen nach Fort King, dem heutigen Ocala, um mit ihnen die Modalitäten der Reise nach Oklahoma zu besprechen. Die Indianer teilten ihm mit, dass sie sich nicht an den Vertrag gebunden fühlten und ihr Land nicht verlassen würden. Thompson forderte Soldaten für die Forts King und Brooke an, da er bewaffneten Widerstand gegen die Umsiedlung erwartete. Brigadegeneral Duncan L. Clinch, der Kommandeur der U.S.-Armee in Florida schickte ebenfalls Nachricht über den zu erwartenden Widerstand nach Washington, D.C. Er ging davon aus, dass viele Truppen notwendig sein würden, um die Seminolen zum Umzug zu bewegen.
Präsident Andrew Jackson wandte sich mit einem Brief an die Seminolen und teilte ihnen mit, dass der Vertrag und die Umsiedlung nötigenfalls auch mit Gewalt durchgeführt werden würden. Die Seminolen teilten ihm mit, dass sie nicht zur Umsiedlung bereit wären. Nach weiteren Verhandlungen mit Thompson willigten acht der Häuptlinge ein, mit ihren Stämmen umzusiedeln, erbaten sich jedoch eine Frist bis Ende des Jahres. Einige der wichtigsten Häuptlinge jedoch, beispielsweise Micanopy von den Alachua lehnten eine Umsiedlung vehement ab. Thompson erklärte die Absetzung der aufständischen Häuptlinge und verbot den Verkauf von Waffen und Munition im Siedlungsgebiet. Die Situation verschlechterte sich zusehends und nach Tötung eines Soldaten durch die Seminolen eskalierte der Konflikt. Osceola tötete Häuptling Charley Emathla, der versucht hatte, seinen Stamm zum Abtransport nach Fort Brooke zu bringen, eine Flucht, die von den anderen Seminolen als Verrat empfunden wurde. Damit begann 1835 der Zweite Seminolenkrieg, der auch nach  dem Tode Osceolas im Jahre 1838 bis zum Jahr 1842 fortgesetzt wurde. Der größte Teil der Seminolen wurde während des Pfades der Tränen nach Oklahoma deportiert, nur etwa 250 bis 500 Seminolen konnten sich in den Everglades verstecken und der Zwangsumsiedlung entgehen.